# فرانیا شرامک
فرانیا شرامک (چکی: Fráňa Šrámek؛ ‏ ۱۹ ژانویهٔ ۱۸۷۷ – ۱ ژوئیهٔ ۱۹۵۲) نویسنده، شاعر و نمایشنامه‌نویس زندگی‌باور، آنارشیست و امپرسیونیست اهل چکسلواکی بود.
از فیلم‌هایی که وی در آن‌ها نقش داشته است، می‌توان به باد سیمگون اشاره نمود.